# Trégomeur
Trégomeur (bretonisch: Tregonveur) ist eine französische Gemeinde mit 947 Einwohnern (Stand: 1. Januar 2022) im Département Côtes-d’Armor in der Region Bretagne. Sie gehört zum Arrondissement Guingamp und zum Kanton Plélo. Umgeben wird Trégomeur von der Gemeinde Lantic im Norden, von Pordic im Osten, von Plouvara im Süden und von Plélo im Südwesten.

## Bevölkerungsentwicklung
| 1962 | 1968 | 1975 | 1982 | 1990 | 1999 | 2008 | 2012 |
| 559  | 595  | 610  | 689  | 682  | 729  | 896  | 927  |

## Sehenswürdigkeiten
- Zooparc de Trégomeur